# 金寨縣青山中學
金寨縣青山中學是中华人民共和国安徽省金寨縣的中學，創建於1958年，初稱為青山農業技術學校，1961年變更為普通初級中學，1971年增設高中部，2002年2月成為市級示範高中，2013年5月成為安徽省示範高中。